# Oksana Cyhul'ova
Oksana Mykolaïvna Cyhul'ova (in ucraino Оксана Миколаївна Цигульова?, tr. en. Oxana Nikolayevna Tsyhuleva; Mykolaïv, 15 dicembre 1973) è un'ex ginnasta ucraina vincitrice della medaglia d'argento nella prima gara ufficiale di trampolino elastico ai Giochi olimpici di Sydney 2000.

## Biografia
Cyhul'ova inizia a praticare la ginnastica all'età di 5 anni. A 14 anni prende parte ai campionati ucraini e alle prime manifestazioni internazionali. Ha vinto quattro edizioni dei campionati dell'Unione Sovietica e inanellato numerosi successi dalla vincita degli europei nel 1993. Ha conquistato diverse medaglie nei campionati mondiali e nelle coppe del mondo fino al raggiungimento della medaglia olimpica nel 2000.

Per i suoi risultati sportivi è stata insignita dell'Ordine della Principessa Olga di III classe.

## Palmarès
| Anno | Manifestazione  | Sede      | Evento      | Risultato | Prestazione | Note |
| ---- | --------------- | --------- | ----------- | --------- | ----------- | ---- |
| 1993 | Europei         | Sursee    | Sincro      | Oro       | -           |      |
| 1993 | Europei         | Sursee    | Squadre     | Argento   | -           |      |
| 1994 | Mondiali        | Porto     | Squadre     | Argento   | 187.80      |      |
| 1994 | Mondiali        | Porto     | Sincro      | Bronzo    | 46.00       |      |
| 1996 | Mondiali        | Vancouver | Sincro      | Oro       | 131.00      |      |
| 1996 | Mondiali        | Vancouver | Squadre     | Argento   | 108.2       |      |
| 1997 | Europei         | Eindhoven | Individuale | Bronzo    | 100.50      |      |
| 1998 | Mondiali        | Sydney    | Individuale | Argento   | 103.5       |      |
| 1998 | Mondiali        | Sydney    | Sincro      | Argento   | 129.10      |      |
| 1998 | Mondiali        | Sydney    | Squadre     | Bronzo    | 108.2       |      |
| 1998 | Europei         | Dessau    | Individuale | Bronzo    | -           |      |
| 1999 | Mondiali        | Sun City  | Sincro      | Oro       | 133.10      |      |
| 1999 | Mondiali        | Sun City  | Individuale | Argento   | 108.10      |      |
| 1999 | Mondiali        | Sun City  | Squadre     | Argento   | 113.20      |      |
| 2000 | Giochi olimpici | Sydney    | Trampolino  | Argento   | 37.70       |      |
| 2000 | Europei         | Eindhoven | Individuale | Bronzo    | -           |      |
| 2001 | Mondiali        | Odense    | Sincro      | Oro       | 50.50       |      |
| 2001 | Mondiali        | Odense    | Squadre     | Oro       | 115.80      |      |
| 2001 | Mondiali        | Odense    | Individuale | 8º        | 5.80        |      |